# UNITER 2018
Ediția a XXVI-a a Premiilor UNITER a avut loc luni, 7 mai 2018 la Alba-Iulia. În anul Centenarului, Alba-Iulia, orașul Marii Uniri, a fost ales ca simbol, locul de desfășurare a ceremoniei fiind Cetatea Alba Carolina. Motto-ul ediției a fost „Gala UNITER unește Teatrul!”. 
Juriul de nominalizări a fost alcătuit din criticii de teatru Ludmila Patlanjoglu, Călin Ciobotari și Alina Epîngeac iar juriul final a fost format din: Dragoș Buhagiar, Marina Constantinescu, Marcel Iureș, Ana Ularu și Alexa Visarion.

## Nominalizări și câștigători

### Cel mai bun spectacol
- Rambuku de Jon Fosse, adaptarea Anca Măniuțiu, regia Mihai Măniuțiu la Teatrul Național „Mihai Eminescu” din Timișoara
- Deșteptarea primăverii de Frank Wedekind, poem teatral rock, regia Vlad Cristache la Teatrul Mic București
- Orașul nostru, după piesa lui Thornton Wilder, regia Cristian Ban la Teatrul Clasic „Ioan Slavici” Arad

### Cel mai bun regizor
- Yuri Kordonski pentru regia spectacolului Incredibila și trista poveste a candidei Eréndira și a bunicii sale fără suflet de Gabriel García Márquez la Teatrul German de Stat Timișoara
- Radu Afrim pentru regia spectacolului Dacă am gândi cu voce tare de Adnan Lugonić, în adaptarea regizorului la Teatrul Național „Marin Sorescu” Craiova
- Victor Ioan Frunză pentru regia spectacolului serial Îngeri în America (Partea I: „Sfârșitul lumii e aproape” și Partea a II-a: „Perestroika”) de Tony Kushner, la Teatrul Maghiar de Stat Cluj

### Cel mai bun actor în rol principal
- Victor Rebengiuc pentru rolul Bérenger întâiul din spectacolul Regele moare de Eugène Ionesco, regia Andrei și Andreea Grosu la Teatrul Național „I.L.Caragiale” din București
- Andrei Huțuleac pentru rolul titular din spectacolul Hamlet de William Shakespeare, direcția de scenă Victor Ioan Frunză la Teatrul Metropolis București
- Ervin Szűcs pentru rolul Prior Walter din spectacolul serial Îngeri în America (Partea I: „Sfârșitul lumii e aproape” și Partea a II-a: „Perestroika”) de Tony Kushner, direcția de scenă Victor Ioan Frunză la Teatrul Maghiar de Stat Cluj

### Cea mai bună actriță în rol principal
- Mariana Mihuț pentru rolul Regina Marguerite din spectacolul Regele moare de Eugène Ionesco, regia Andrei și Andreea Grosu la Teatrul Național „I.L.Caragiale” din București
- Silvana Mihai pentru rolul Wendla Bergmann din spectacolul Deșteptarea primăverii de Frank Wedekind, poem teatral rock, regia Vlad Cristache la Teatrul Mic București
- Olga Török pentru rolul Eréndira din spectacolul Incredibila și trista poveste a candidei Eréndira și a bunicii sale fără suflet de Gabriel García Márquez, regia Yuri Kordonsky la Teatrul German de Stat Timișoara

### Cel mai bun actor în rol secundar
- Zsolt Bogdán pentru rolul Roy M. Cohn din spectacolul serial Îngeri în America (Partea I: „Sfârșitul lumii e aproape” și Partea a II-a: „Perestroika”) de Tony Kushner, direcția de scenă Victor Ioan Frunză la Teatrul Maghiar de Stat Cluj
- Liviu Pintileasa pentru rolul Sganarel din spectacolul Don Juan, adaptare după Molière, regia Andrei și Andreea Grosu la Teatrul de Comedie București
- Rareș Florin Stoica pentru rolul Moritz Stiefel din spectacolul Deșteptarea primăverii de Frank Wedekind, poem teatral rock, regia Vlad Cristache, la Teatrul Mic București

### Cea mai bună actriță în rol secundar
- Ada Lupu pentru rolul Fiica din spectacolul Măcelăria lui Iov de Fausto Paravidino, regia Radu Afrim la Teatrul Național „Vasile Alecsandri” Iași
- Natalia Călin pentru rolul Tania din spectacolul Și negru și alb și gri, textul și regia Mimi Brănescu la Teatrul Metropolis București
- Emőke Kató pentru rolurile din spectacolul serial Îngeri în America (Partea I: „Sfârșitul lumii e aproape” și Partea a II-a: „Perestroika”) de Tony Kushner, direcția de scenă Victor Ioan Frunză la Teatrul Maghiar de Stat Cluj

### Cea mai bună scenografie
- Helmut Stürmer (decorul) și Ioana Popescu (costumele și desenele în nisip live) pentru spectacolul Incredibila și trista poveste a candidei Eréndira și a bunicii sale fără suflet de Gabriel García Márquez, regia Yuri Kordonsky la Teatrul German de Stat Timișoara
- Romulus Boicu pentru decorul spectacolului Wolfgang, după Yannis Mavritsakis, adaptarea și regia Radu Afrim la Teatrul Tineretului Piatra Neamț
- Vanda Maria Sturza pentru scenografia spectacolului Dacă am gândi cu voce tare de Adnan Lugonić, adaptarea și regia Radu Afrim la Teatrul Național „Marin Sorescu” Craiova

### Cel mai bun spectacol de teatru radiofonic
- Ovidiu, exilatul de la Pontul Euxin. O biografie poetică dedicată împlinirii a 2000 de ani de la moartea poetului Publius Ovidius Naso. Scenariul de Emil Boroghină după Tristele și Ponticele, scenariul radiofonic și regia artistică Gavriil Pinte, producție a Societății Române de Radiodifuziune
- Dialogurile lui Platon. Criton, regia artistică Attila Vizauer, producție a Societății Române de Radiodifuziune
- Quo Vadis de Henryk Sienkiewicz, dramatizarea radiofonică Rodica Suciu Stroescu, regia artistică Diana Mihailopol, producție a Societății Române de Radiodifuziune

### Cel mai bun spectacol de teatru TV
- Visul unei nopți de iarnă de Tudor Mușatescu, regia artistică Silviu Jicman, producție a Societății Române de Televiziune (Casa de producție a TVR)

### Debut
- Codrin Boldea pentru rolul Laertes din spectacolul Hamlet de William Shakespeare, direcția de scenă Victor Ioan Frunză la Teatrul Metropolis București
- Andrei Dinu pentru regia spectacolului Edmond, scenariu bazat pe textul lui David Mamet la Teatrul Municipal Baia Mare
- Mădălin Hîncu pentru regia spectacolului Noaptea ursului de Ignacio del Moral la Teatrul de Comedie București

### Premiul pentru critică teatrală
- Doina Modola
- Oana Borș
- Cristiana Gavrilă

### Premiul de Excelență
- actorul Horațiu Mălăiele

### Premiul pentru întreaga activitate
- actor: Anton Tauf
- actriță: Ileana Stana-Ionescu
- regizor: Alexandru Dabija
- scenografie: Doru Păcurar
- critică teatrală: Sorina Bălănescu

### Premii speciale
- Premiul special acordat Universității de Arte din Târgu-Mureș pentru contribuția întregului corp universitar la dezvoltarea vieții teatrale și culturale naționale
- Premiul special acordat Festivalului Internațional de Teatru „POVEȘTI” organizat de Teatrul de Păpuși „Prichindel” Alba Iulia
- Premiul special acordat echipei Teatrului Ion Creangă pentru diversitatea și mobilitatea proiectelor dedicate spectatorilor de toate vârstele, în condițiile lipsei unui sediu propriu din anul 2009

### Premiul președintelui UNITER
- Marina Constantinescu